# Britannia Airways
Britannia Airways — бывшая крупнейшая чартерная авиакомпания Великобритании со штаб-квартирой в лондонском аэропорте Лутон, работавшая на рынке коммерческих перевозок с 1961 по 2005 годы.
Портом приписки авиакомпании и её главным транзитным узлом (хабом) являлся аэропорт Лондон-Лутон, в качестве вторичных хабов использовались международный аэропорт Бирмингем, аэропорт Лондон-Гатвик, международный аэропорт Глазго, аэропорт Манчестер и аэропорт Ньюкасл.
1 ноября 2005 года Britannia Airways прекратила самостоятельное существование, будучи выкупленной туристической корпорацией TUI, и продолжила затем коммерческие перевозки под торговой маркой Thomsonfly.

## История
Авиакомпания Euravia была основана 1 декабря 1961 года бизнесменом Тедо Лэнгтоном и начала операционную деятельность 5 мая следующего года с выполнения чартерных туристических рейсов по контракту с компанией Universal Sky Tours. Флот перевозчика первоначально состоял из нескольких самолётов Lockheed Constellation. Действовавшая в период с начала 1950-х по начало 1960-х годов на данном рынке одна из крупнейших чартерных авиакомпаний Британии Skyways в 1962 году была выкуплена компанией Euravia (сделка не затрагивала дочернее подразделение Skyways — авиакомпанию «Coach-Air», созданную в начале 1950-х годов инвестором Эриком Риландсом, и работавшую в амплуа бюджетного перевозчика на маршрутах между Лондоном и рядом столиц европейских государств. После приобретения Skyways «Coach-Air» оставалась независимой компании, пока не была поглощена Dan-Air в 1972 году).
Официальное название «Euravia» было изменено на Britannia Airways 16 августа 1964 года в связи с прошедшим обновлением воздушного флота авиакомпании и введением в эксплуатацию новых турбовинтовых самолётов Bristol Britannia, который проработали на линиях вплоть до декабря 1970 года, после чего перевозчик использовал только реактивные лайнеры.
В 1965 году Britannia Airways вошла в состав канадского филиала компании Thomson Holidays, которая, в свою очередь, являлась частью туристической корпорации Thomson Travel Group.
В 1968 году авиакомпания ввела в эксплуатацию самолёты Boeing 737—200, тем самым став первой европейской чартерной компанией, использовавшей лайнеры данного типа. Несколько позже аналогичная ситуация сложилась и с самолётами Boeing 767. В августе 1988 года управляющая компания Thomson Travel Group приобрела другого туристического оператора Horizon Travel вместе с её дочерней авиакомпанией Orion Airways, которая впоследствии была интегрирована в Britannia Airways.
В 1997 году Britannia Airways образовала собственную дочернюю авиакомпанию «Britannia GmbH» со штаб-квартирой в Германии и с целью работы на рынке чартерных перевозок из аэропортов Германии, Швейцарии и Австрии по контрактам с немецкими туристическими операторами. Компания проработала почти четыре года и прекратила деятельность в марте 2001.
В начале 1998 года Thomson Travel Group приобрёл ещё одного туроператора — скандинавскую компанию «Fritidsresor Group» вместе с её авиакомпанией Blue Scandinavia, в настоящее время работающей под официальным названием Britannia Nordic.
В 2000 году Thomson Travel Group вместе с Britannia Airways сами были приобретены немецким холдингом Preussag AG, впоследствии ставшим транснациональной туристической корпорацией TUI AG. В рамках последовашей реорганизации в сентябре 2004 года авиакомпания сменила собственное название на Thomsonfly с соответствующей сменой с 1 ноября следующего года юридического названия компании с «Britannia Airways Limited» на «Thomsonfly Limited».

## Маршрутная сеть
Помимо основной деятельности на чартерных направлениях, Britannia Airways работала в сфере регулярных пассажирских перевозок на международных маршрутах. По состоянию на январь 2005 года компания выполняла регулярные рейсы в следующие пункты назначения: Акапулько, Аккра, Аликанте, Барбадос, Канкун, Фару, Фуэртевентура, Фуншал, Женева, Гоа, Ираклион, Хургада, Лансароте, Лас-Пальмас-де-Гран-Канария, Луксор, Лион, Малага, Мале, Мальта, Момбаса, Монастир, Монтего-Бей, Натал, Орландо, Пальма-де-Майорка, Пафос, Пловдив, Пуэрто-Плата, Пунта-Кана, Реус, Зальцбург, Санта-Крус-де-ла-Пальма, Шарм-эш-Шейх, София, Сент-Люсия, Сидней, Тенерифе, Тулуза, Турин, Варадеро и Верона.

## Флот
В 2005 году воздушный флот авиакомпании Britannia Airways составляли следующие самолёты:

## Аварии и катастрофы
В период с 1961 по 2005 годы с самолётами Britannia Airways произошло три авиационных инцидента, два из которых определены как тяжёлые:
- 1 сентября 1966 года. Самолёт Bristol 175 Britannia 102 (регистрационный номер G-ANBB), следовавший регулярным рейсом 105 из лондонского аэропорта Лутон в Любляну (Югославия), вследствие неверных действий экипажа при совершении процедуры захода на посадку упал в лес на подходе к аэропорту назначения. Погибли 98 человек из 117 находившихся на борту[4][5].
- 14 сентября 1999 года. Самолёт Boeing 757-204 (регистрационный номер G-BYAG), чартерный рейс 226A международный аэропорт Кардифф — аэропорт Жирона Коста-Брава. При совершении посадки в сильнейший дождь в условиях практически нулевой видимости и отсутствия визуального наблюдения огней взлётно-посадочной полосы аэропорта Коста-Брава, экипаж допустил жёсткую посадку на ВПП с последовавшим козлением самолёта. Пилоты не смогли удержать лайнер на полосе, машина выкатилась на поле, после чего сложились стойки шасси и фюзеляж самолёта раскололся на две части. По счастливой случайности не произошло воспламенения вытекшего в большом количестве топлива. На борту лайнера находилось 236 человек, 44 из них получили травмы различной степени тяжести и были доставлены в ближайшую больницу Жироны, но 1 пассажир через 5 дней умер в больнице и авария была переквалифицирована в катастрофу[6].